# Dolgoprudny
Dolgoprudny (tiếng Nga: Долгопрудный) là một thành phố Nga. Thành phố này thuộc chủ thể Moskva Oblast. Thành phố có dân số 68.792 người (theo điều tra dân số năm 2002). Đây là thành phố lớn thứ 226 của Nga theo dân số năm 2002. Dân số qua các thời kỳ: 90,976 (Điều tra dân số 2010); 68,792 (Điều tra dân số 2002); 70,751 (Điều tra dân số năm 1989).
Nó giáp với Moskva ở phía nam và ở phía đông, Khimki ở phía tây nam, và được giới hạn bởi kênh đào Mosva ở phía tây và hồ chứa Klyazminskoye ở phía bắc. 